# Saleumphone Sopraseut
Saleumphone Sopraseut (ur. 5 października 1969) – laotański lekkoatleta (chodziarz), olimpijczyk.
Wystąpił na Letnich Igrzyskach Olimpijskich 1992 w chodzie na 20 kilometrów, jednak nie ukończył zawodów.
Rekord życiowy w chodzie na 20 kilometrów: 1:48,01 (1997, Luang Prabang; rekord Laosu): 